# جاكوب غرين ينسن
جاكوب غرين ينسن (بالدنماركية: Jakob Green Jensen)‏ مواليد 10 يوليو 1982، هو لاعب كرة يد دانمركي يلعب كظهير أيسر. مثل منتخب الدنمارك لكرة اليد. لعب مع نادي جوج لكرة اليد من 2008 إلى 2011.